# Сахневич Володимир Дмитрович
Володимир Дмитрович Сахневич — український воєначальник, полковник 14 ОМБр Збройних сил України, учасник російсько-української війни. Кавалер ордена Богдана Хмельницького II та III ступеня.

## Життєпис
З перших днів російсько-української війни на сході Україні у складі 51-ї окремої механізованої бригади (заступник командира з тилу та постачань).
Здійснив одинадцять успішних бойових рейдів, в тому числі й захоплення Савур-Могили. Після її взяття росіяни почали стріляти з навколишніх сіл та території РФ. Тоді Сахневичу було поставлене завдання забезпечити підвезення провіанту, бойового комплекту та поповнення на Савур-Могилу та вивезення поранених. Згодом кількох успішних рейдів було злито інформацію місцевими жителями, і група Сахневича потрапила в засідку кадирівців. Далі був полон.
24 серпня 2014 року в окупованому Донецьку відбувся марш полонених, в якому зі слідами побиття першим йшов Володимир Сахневич. Пізніше був обміняний та повернувся служити в рідну 14-ту окрему механізовану бригаду.

## Нагороди
- орден Богдана Хмельницького II ступеня (19 липня 2022) — за особисту мужність і самовіддані дії, виявлені у захисті державного суверенітету та територіальної цілісності України, вірність військовій присязі[1];
- орден Богдана Хмельницького III ступеня (10 грудня 2021) — за особисту мужність і самовіддані дії, виявлені у захисті державного суверенітету та територіальної цілісності України, зразкове виконання військового обов’язку[2].

## Військові звання
- полковник;
- підполковник.